# 多姆扎萊足球俱樂部
多姆扎萊足球俱樂部是斯洛文尼亞的一家足球俱樂部，主場位於多姆扎萊。球隊參加斯洛文尼亞足球甲級聯賽的賽事。

## 外部連結
- 官方网站  （斯洛文尼亚文）